# Норьега, Карлос Исмаэль
Ка́рлос Исмаэ́ль Норье́га Химе́нес (исп. Carlos Ismael Noriega Jiménez; род. 8 октября 1959, Лима, Перу) — подполковник морской авиации США, американский астронавт.
В настоящее время проживает в Санта-Кларе (Калифорния).

## Образование
В 1977 году окончил школу им. Эдриана Уилкокса в Санта-Кларе. В 1981 году получил степень бакалавра в области информатики в Южно-Калифорнийском университете. В 1990 году получил степень магистра в области информатики и космических систем.

## Карьера
После окончания университета был зачислен в морскую авиацию, где окончил школу лётчиков и с 1983 по 1985 год служил в корпусе морской авиации на Гавайских островах в качестве пилота вертолётов. Участвовал в двух длительных (по 6 месяцев) морских походах в Тихом и Индийском океанах, в миротворческой операции в Ливане.
В 1986 году был переведён в Тастин (Калифорния), где продолжал службу офицером безопасности полётов и пилотом-инструктором.
С 1988 по 1990 год обучался в Высшей морской школе (Naval Postgraduate School) в Монтерее (Калифорния). После окончания этой школы служил в Космическом командовании США (United States Space Command) в Колорадо Спрингс (Колорадо). Позже служил в Японии на Окинаве.
Имеет около 2200 часов налёта на вертолётах и самолётах.

## Карьера астронавта
Отобран кандидатом в астронавты в декабре 1994 года и начал тренировки с мая 1995 года в Космическом центе Джонсона. В мае 1996 года стал астронавтом — специалистом миссии.
Совершил два космических полёта. Был специалистом миссии «Атлантис» STS-84 в 1997 году и «Индевор» STS-97 в 2000 году. Совершил три выхода в открытый космос.
Дублировал командира шестой долговременной экспедиции МКС. Был зачислен в экипаж «Дискавери» STS-121, однако позже по показаниям здоровья был заменён Пирсом Селлерсом.
Общее время пребывания в космосе — 20 суток 1 час 18 минут. Общее время продолжительности трёх выходов в открытый космос — 19 часов 20 минут.

## Семья
Женат на Уэнди Тэтчер (Wendy Thatcher). Они имеют пятерых детей.